# Ozzano dell’Emilia
Ozzano dell’Emilia – miejscowość i gmina we Włoszech, w regionie Emilia-Romania, w prowincji Bolonia.
Według danych na styczeń 2009 gminę zamieszkiwało 12 600 osób przy gęstości zaludnienia 194 os./1 km².
W miejscowości jest przystanek kolejowy Ozzano dell’Emilia.

## Miasta partnerskie
- Staffanstorp